# Patriofelis
Patriofelis − wymarły rodzaj ssaków pradrapieżnych zwanych także kreodontami (Creodonta). 
Był to duży, przypominający dzisiejsze kotowate kreodont ze środkowego eocenu sprzed 45 milionów lat. Występował w Ameryce Północnej. Dorastał do 1,2 - 1,8 m długości, nie wliczając w to ogona. Osiągał więc rozmiary dzisiejszej pumy. Miał krótkie nogi z szerokimi stopami. Wnioskuje się z tego, że był dość kiepskim biegaczem, za to sprawnym pływakiem. Jego bliska krewna Oxyaena zręcznie wspinała się, prawdopodobnie i Patriofelis posiadał tę umiejętność . Jego szczątki odnaleziono w Oregon w USA.

## Gatunki
- P. ulta
- P. ferox